# Lispocephala pilosa
Lispocephala pilosa är en tvåvingeart som beskrevs av Malloch 1935. Lispocephala pilosa ingår i släktet Lispocephala och familjen husflugor. Inga underarter finns listade i Catalogue of Life.